# Neobetulaphis immaculata
Neobetulaphis immaculata är en insektsart. Neobetulaphis immaculata ingår i släktet Neobetulaphis och familjen långrörsbladlöss. Inga underarter finns listade i Catalogue of Life.